# Crambus agitatellus
Crambus agitatellus (tên tiếng Anh: Double-banded Grass-veneer Moth) là một loài bướm đêm thuộc họ Crambidae. Loài này có ở miền đông two-thirds của Hoa Kỳ và tây nam Canada.
Sải cánh dài 17–22 mm. Con trưởng thành bay từ tháng 6 đến tháng 8.
Ấu trùng ăn nhiều loài cỏ khác nhau và các loại cây thấp.

## Hình ảnh

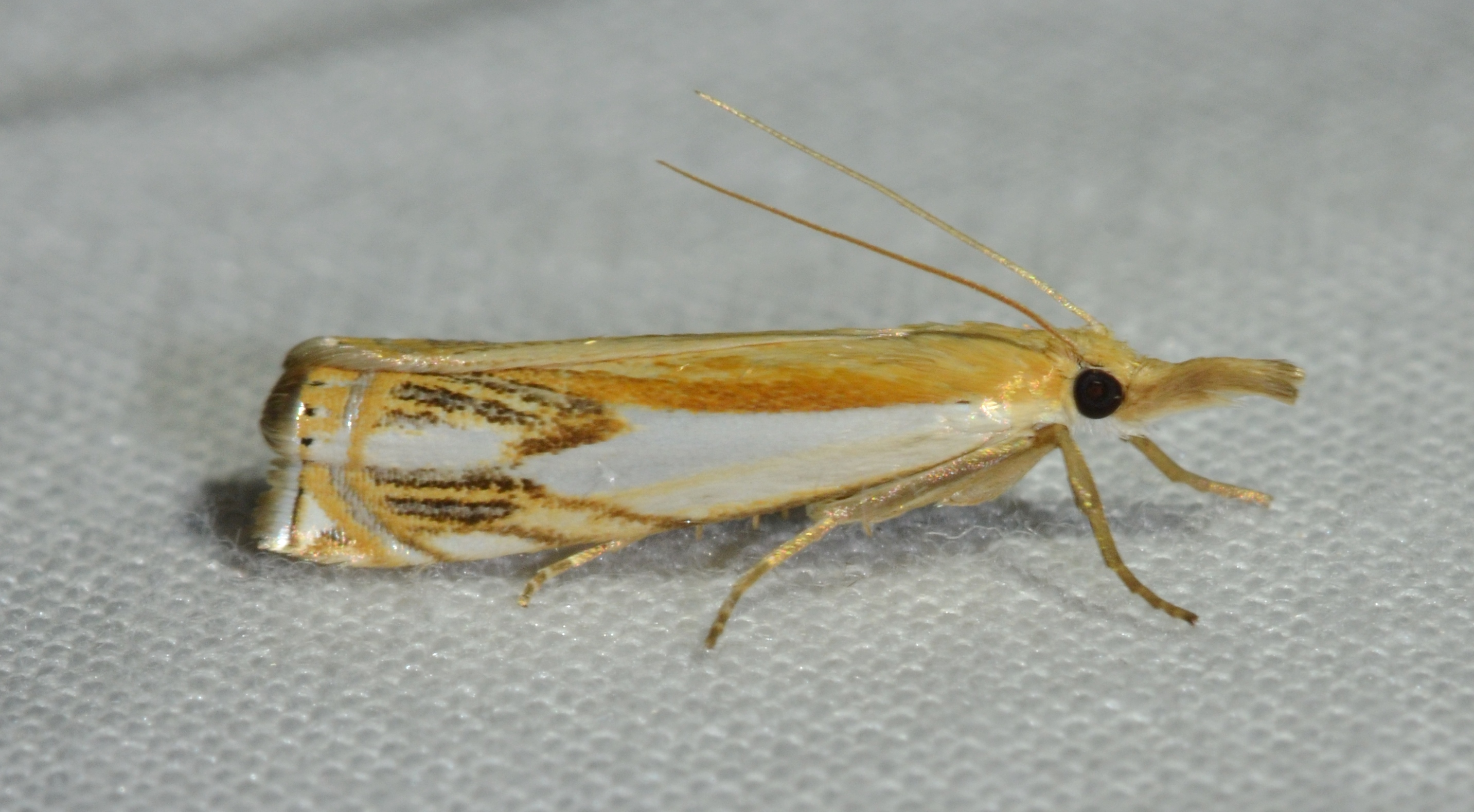